# Ergash Shaismatov
Ergash Rahmatullayevich Shoismatov (em russo:  Shaismatov também é usado) é o atual primeiro ministro do Uzbequistão.